# Église Saint-Barthélemy de Soldeu
L'église Saint-Barthélemy (catalan : església de Sant Bartomeu) est une église de la paroisse de Canillo, située dans le village de Soldeu, en Andorre.

## Description
Ancienne chapelle privée de la Casa Molines et plus tard de la famille Calbó, la petite église a été construite entre le XVIIe et le XVIIIe siècle dans un style d'architecture religieuse populaire de l'époque baroque. En 1915, la famille Calbó la donne à la commune. Depuis 2003, l'église est protégée comme bien d'intérêt culturel.
Elle se compose d'une nef rectangulaire prolongée par une abside. Le porche et la sacristie sont rattachés à la partie sud de la nef, qui est couverte d'une voûte en berceau. Un retable Renaissance du XVIe siècle est dédié à saint Barthélemy. Sur le toit, un petit clocher-mur possède un seul creux intégrant une petite cloche.